# Louis Cousin

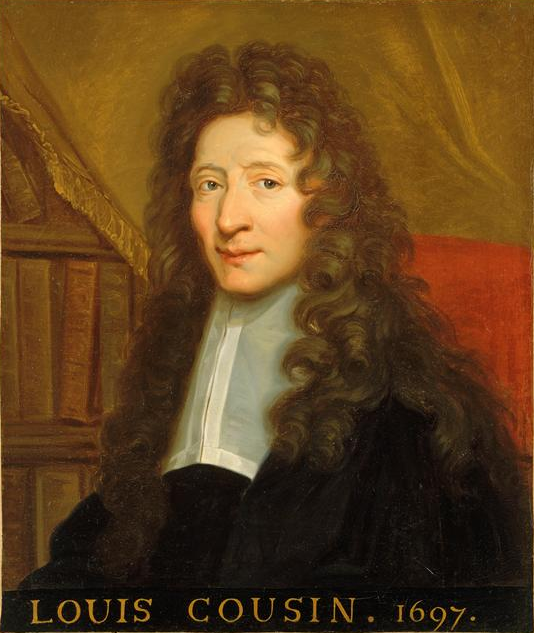
El presidente Cousin

Louis Cousin, llamado « el presidente Cousin », nacido en París el 21 de agosto de 1627 y fallecido en la misma ciudad  de Francia el 26 de febrero de 1707, fue un historiador y traductor francés, presidente de la "cour des monnaies", una de las cortes del Antiguo Régimen francés que, junto con los otros tribunales existentes en la época, fue suprimido tras la revolución francesa.  Cousin fue elegido miembro de la Academia Francesa en 1697 para el asiento número 3.

## Datos biográficos
Orientado principalmente al estado eclesiástico, Cousin realizó estudios de teología. Por circunstancias familiares también estudió derecho, habiendo ejercido la profesión de abogado para después ser nombrado presidente de la corte (tribunal) "des Monnaies" y censor real, encargado de juzgar la legitimidad editorial de los manuscritos que debían hacerse públicos. El tiempo que encontró libre de sus obligaciones lo dedicó a traducir al francés textos clásicos del griego y del latín.
De 1687 a 1701, el presidente Cousin fue redactor del Journal des sçavans.
A su muerte Cousin legó a la Abadía de San Víctor su biblioteca, su casa y mil libras de renta anual, por veinte años, con la condición de hacer público el patrimonio literario el mismo año de su deceso (1707).

## Obra principal
- Historia de Constantinopla desde el reino de Justino I hasta el fin del Imperio, traducida al francés de los originales griegos por Cousin (8 volúmenes, 1672-1685)
- Historia de la Iglesia, escrita por Eusebio de Cesarea, Sócrates de Constantinopla, Sozomeno, Teodoreto de Ciro y Evagrio Escolástico traducida al francés por Cousin (4 volúmenes, 1675-1676 ; reedición en 1686)
- Les principios y las reglas de la vida cristiana, tratado en latín escrito por el cardenal Giovanni Bona, traducido por Cousin (1675)
- Historia romana, escrita por Juan Xifilino, por Juan Zonaras y por Zósimo, traducida del original griego por Cousin (1678)
- Historia del Imperio de Occidente de Xiifilino, traducida por Cousin (2 volúmenes, 1683)
- Discurso de Clemente de Alejandría (Protréptico) para exhortar a los paganos a adoptar la religión cristiana,[4] traducido por Cousin (1684)
- La Moral de Confucio (1688).[5]